# Sminthurinus maculosus
Sminthurinus maculosus är en urinsektsart som beskrevs av Jerry Allen Snider 1978. Sminthurinus maculosus ingår i släktet Sminthurinus och familjen Katiannidae. Inga underarter finns listade i Catalogue of Life.